# セアダス
セアダス (Seadas) あるいはセバダス (Sebadas) はサルデーニャの伝統的なデザートである。
ふつうは直径8 - 10センチメートルほどある大きなセモリナのダンプリングにペコリーノ・サルドのチーズとレモンピールあるいはゼストを詰め、たっぷりの熱したオリーヴオイルかラードで揚げたものである。蜂蜜や砂糖、あるいは塩をかけて食べる。

## 名称

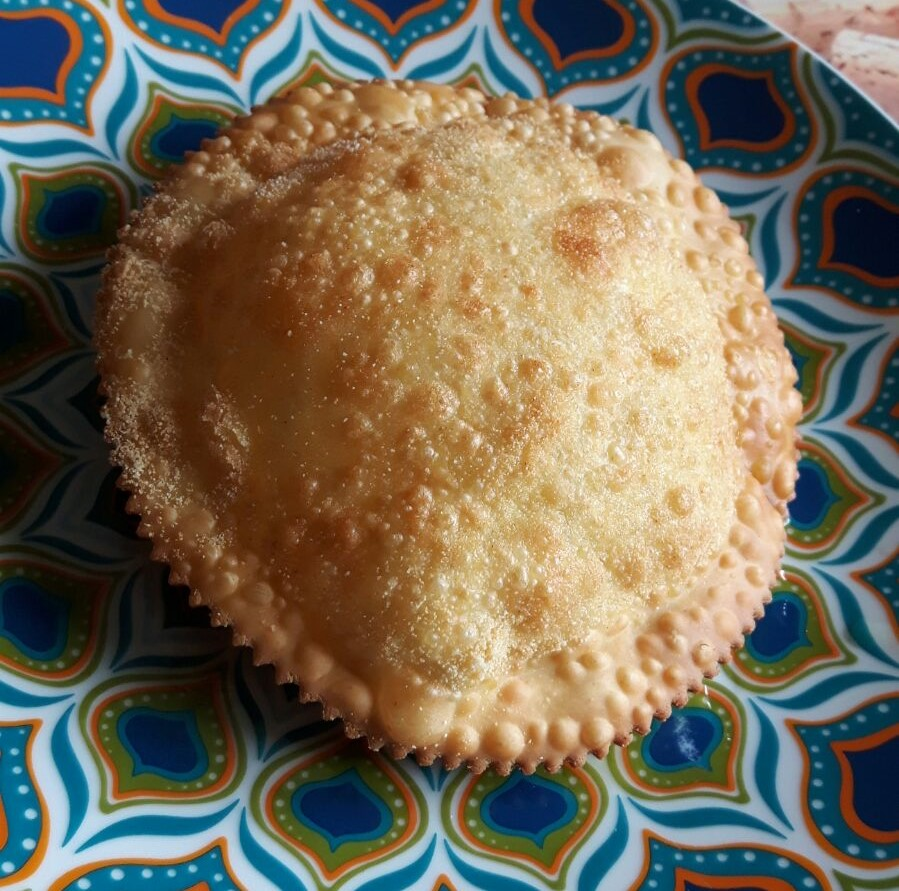
揚げたセアダス

原語の単数形は「セアダ」(seada) あるいは「セバダ」(sebada) である。日本語では複数形に基づく「セアダス」という表記も多い。

## 材料

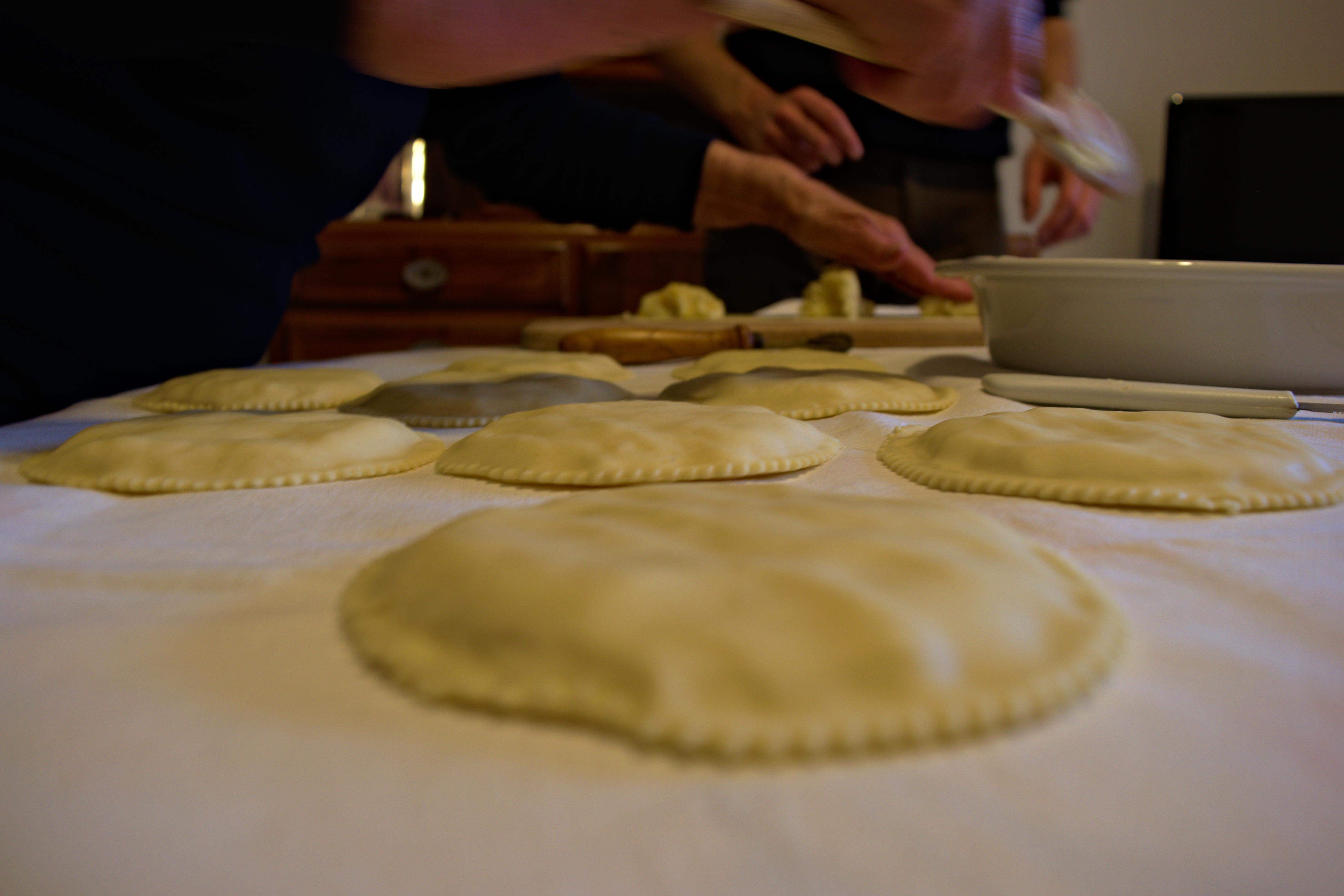
セアダスの生地

セモリナで作った生地を、大きめのラビオリに似た丸い形に整える。中には、主にサルデーニャの羊であるサルダ種の羊乳から作ったペコリーノ・サルドを詰め物として入れる。チーズはペコリーノ・ロマーノやリコッタを使うこともある。チーズはレモンのピールあるいはゼストで味付けする。オリーヴオイルなどで表面が黄金色になるまで揚げ、鍋から出して熱いままデザートとして出す。油はラードなどを用いることもある。蜂蜜と粉末グラニュー糖をかけて食べる。

## 時期
伝統的なデザートで、イースターやクリスマスに食べることが多いが、他の時期に食されることもある。